# Sei di Birmingham
I Sei di Birmingham erano sei uomini (Hugh Callaghan, Patrick Hill, Gerard Hunter, Richard McIlkenny, William Power e John Walker) che vennero condannati all'ergastolo nel 1975 per l'attentato ai pub di Birmingham del 21 novembre 1974. Rilasciati nel 1991, la condanna divenne un imbarazzante caso di ingiustizia, poiché alcune prove furono ignorate e soprattutto perché vennero tenuti in carcere nonostante non avessero nulla a che fare con l'IRA.